# Zolaykha Sherzad
Zolaykha Sherzad (* 1967 in Kabul) ist eine afghanisch-schweizerisch-amerikanische Künstlerin, Modedesignerin, Architektin und Hochschullehrerin.

## Leben und Werk
Die Familie von Zolaykha Sherzad verließ 1978 aufgrund der Saurrevolution ihr Heimatland Afghanistan. Die Familie floh in den Iran. Aufgrund der Islamischen Revolution floh die Familie ein halbes Jahr später erneut und ließ sich in der Schweiz nieder. Sie graduierte 1994 an der École polytechnique fédérale de Lausanne. Sie war Mitbegründerin des Büros ArX New York | Archinect, welches zahlreiche Auszeichnungen bekam, darunter eine der New York Foundation for the Arts Fellowship. Sherzad ist Professor für Architektur am Pratt Institute School of Architecture in New York City.
Als Gründungsmitglied (2000) der School of Hope (SoH), einer Non-Profit-Organisation, ermöglicht Sherzad Kindern eine Ausbildung in Afghanistan. Inzwischen ist die School of Hope ein Teil von SOLA und Zolaykha Sherzad ist als Vorstandsmitglied tätig. 2004 gründete sie Zarif Design in Kabul. In Zusammenarbeit mit afghanischen Frauen werden dort traditionelle afghanische Schnitte und Textilien zu Modernem Textildesign für die Modelinie Zarif.
In ihrem Werk Hawa-ye Azad (oder Open Air) verwandelt Sherzad den blauen Schleier oder die Burka, die in Afghanistan als Tschadri bekannt ist und von manchen im Westen als Symbol der Gefangenschaft angesehen wird, in eine skulpturale Installation. Gezeigt wird ein hoch aufragender, wirbelnder Schwaden aus gefalteter blauer Seide, der von der Decke hängt. Diese Installation war 2020 Bestandteil der Ausstellung Kharmohra – Afghanistan at the risk of art im Mucem in Marseille.
2009 nahm Zolaykha Sherzad an der Biennale di Venezia teil. 2012 stellte sie auf der dOCUMENTA (13) in Kassel aus.